# پاول اوتو
پاول اوتو (انگلیسی: Paul Otto؛ ۸ فوریهٔ ۱۸۷۸ – ۲۵ نوامبر ۱۹۴۳) یک هنرپیشه، کارگردان و فیلم‌نامه‌نویس اهل امپراتوری آلمان بود. وی بین سال‌های ۱۹۱۰ تا ۱۹۴۰ میلادی فعالیت می‌کرد.
از فیلم‌ها یا برنامه‌های تلویزیونی که وی در آن نقش داشته است می‌توان به روبرت کخ اشاره کرد.